# Salonul Auto de la München
International MobilityShow Germany sau pur și simplu International Mobility Show (cunoscut în germană ca Internationale Automobil-Ausstellung (IAA – International Automobile Exhibition) și în română doar ca Salonul Auto de la München) este cel mai mare spectacol de mobilitate din lume. Până în 2019 s-a desfășurat la Frankfurt.

## Istoric
Primul salon a fost organizat în anul 1897 la Berlin. Din 1951 până în 2019 s-a desfășurat la Frankfurt o dată la 2 ani. Din 1992 există IAA Transportation pentru vehicule comerciale în anii pari în Hanovra. Înainte de 1991, spectacolul a avut loc numai la Frankfurt. După aproape șapte decenii Salonul Auto de la Frankfurt s-a mutat la München.

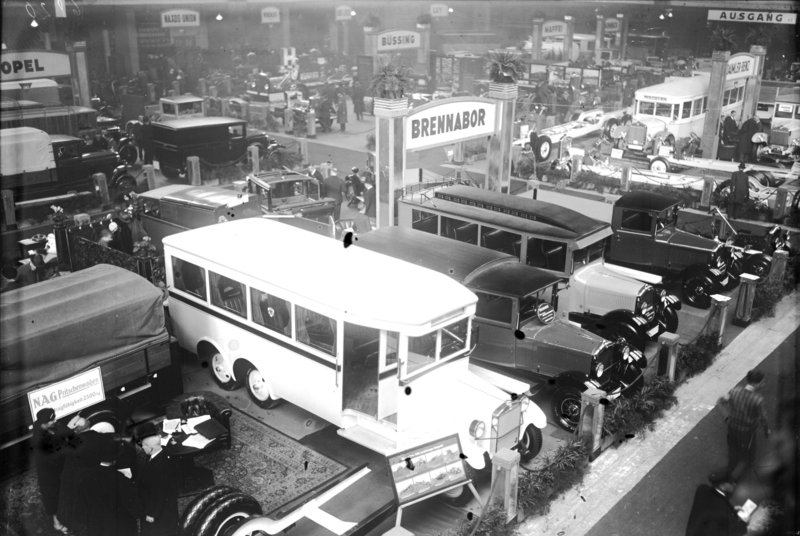
Berlin, 1928
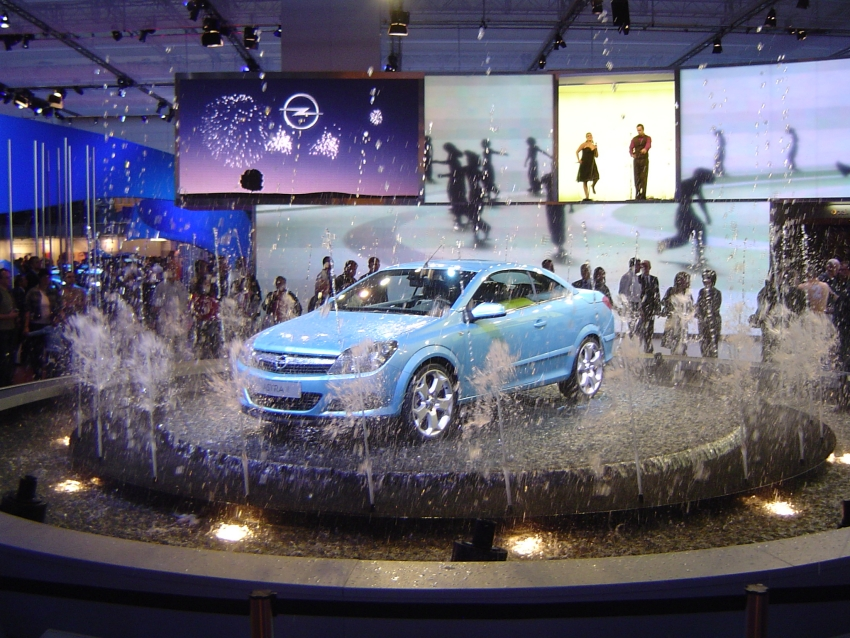
Frankfurt, 2005
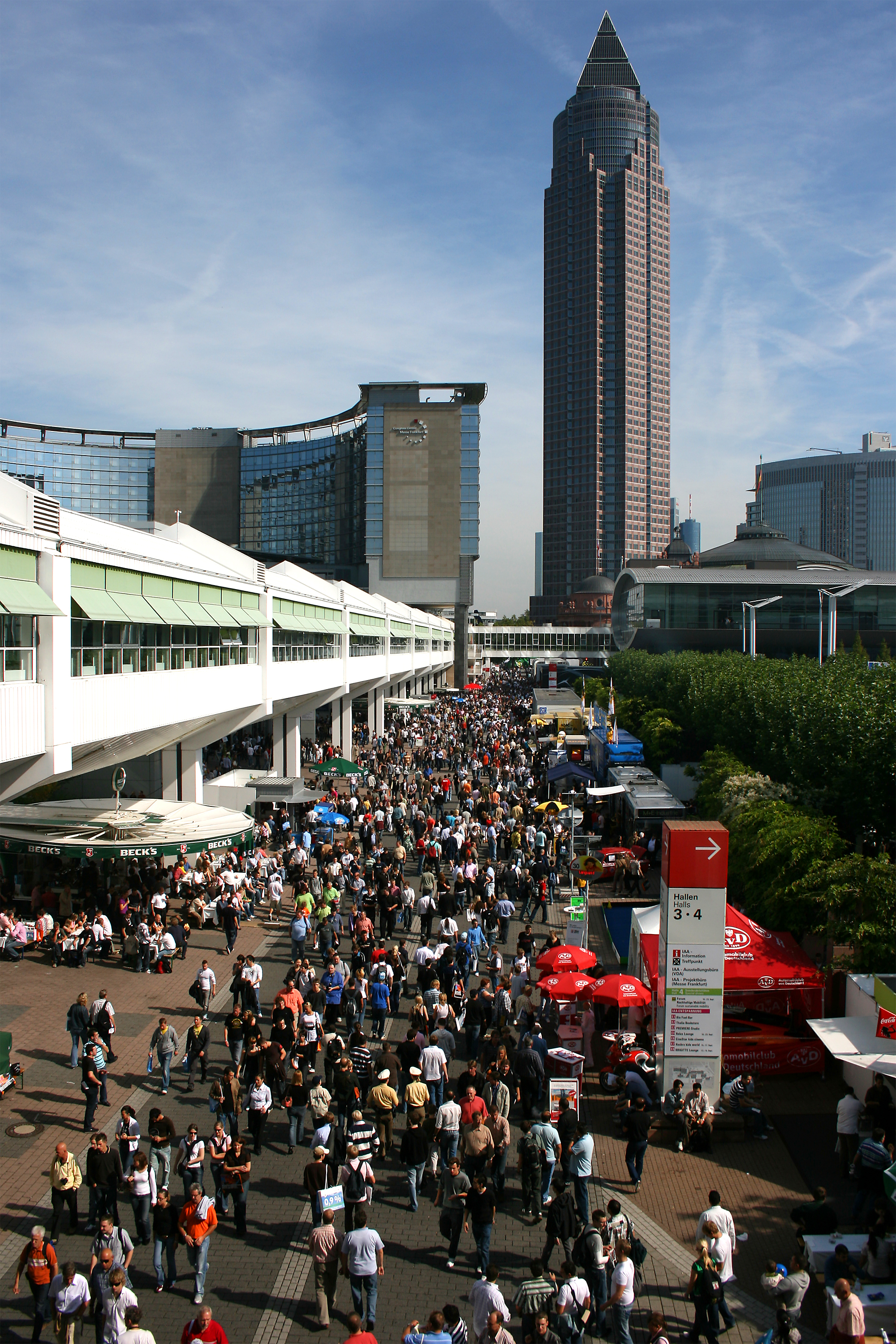
Frankfurt, 2007
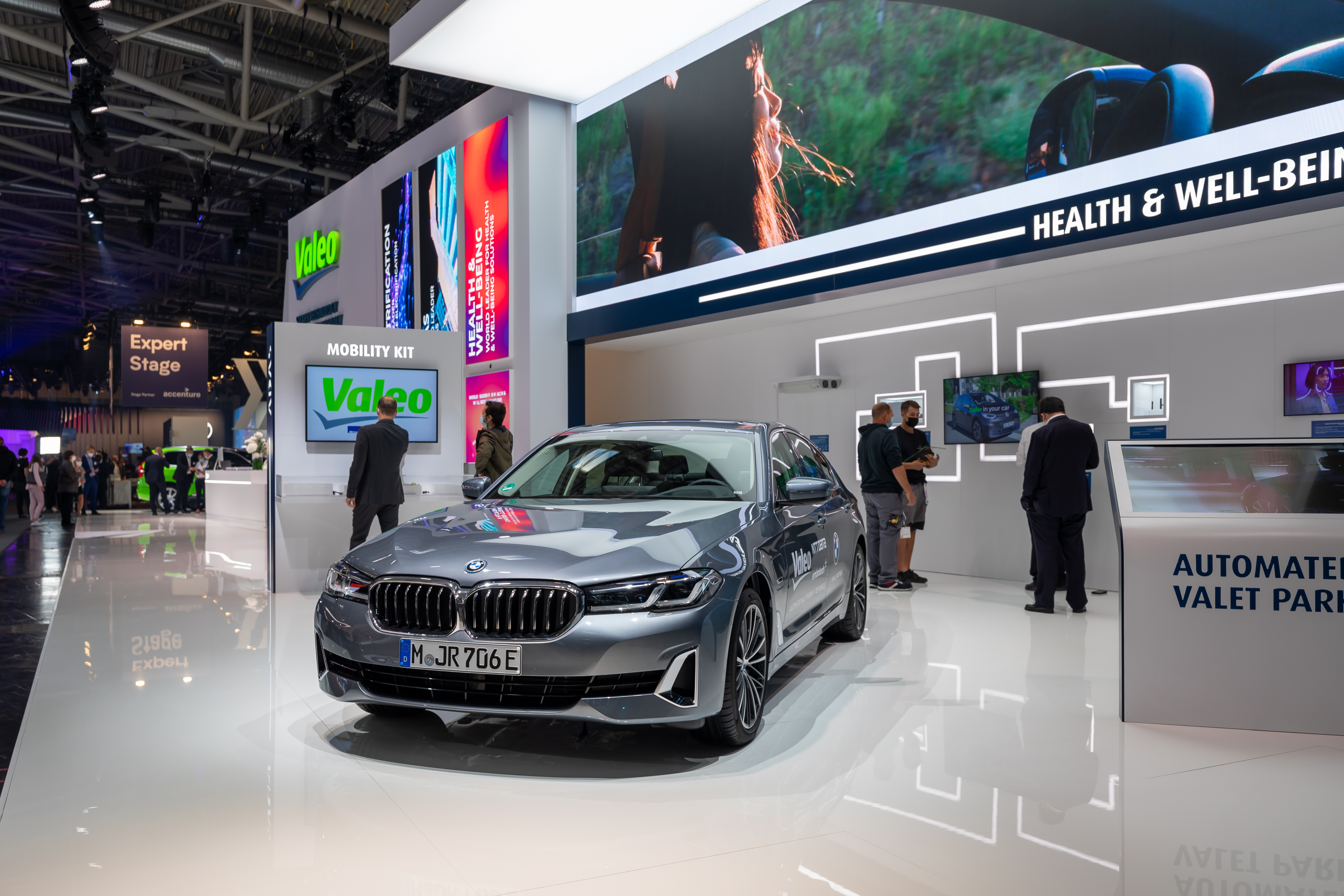
München, 2021